# Fabián Dobles
Fabián Dobles Rodríguez (San Antonio de Belén, 17 de enero de 1918-San José, 22 de marzo de 1997) fue un escritor costarricense y un activista político.  Por su trabajo literario recibió el Premio Nacional de Cultura Magón en 1968 y la Asamblea Legislativa de Costa Rica lo declaró póstumamente "Benemérito de las Letras Patrias" en el 2023.  Su obra publicada abarca la novela, el cuento, la poesía y el ensayo.  Mucha de esa producción trata la cuestión social del campesinado costarricense.  Dobles militó en el Partido Comunista Costarricense, conocido a partir de 1943 como "Vanguardia Popular".

## Biografía
Fabián Dobles fue el octavo de los once hijos (diez de los cuales alcanzaron la edad adulta) del matrimonio de Miguel Dobles Sáenz y Carmen Rodríguez Solera, ambos originarios de la ciudad de Heredia.  Miguel Dobles había estudiado medicina en la Universidad de Nueva York, en los Estados Unidos, donde obtuvo el grado de doctor en 1895.  De regreso en Costa Rica, trabajó como médico rural al servicio del gobierno de la república, destacado sucesivamente en los pueblos de Santo Domingo de Heredia, Barva, San Pedro de Poás, San Antonio de Belén, San Ramón y Atenas.  Fabián nació en San Antonio de Belén y cursó la escuela primaria en Atenas.
Fabián Dobles continuó sus estudios en el Colegio Seminario, en San José.  Su padre, el Dr. Miguel Dobles, era un hombre de profundas convicciones católicas y buscó que su hijo Fabián se preparara para el sacerdocio.  Una serie de circunstancias, que Fabián luego novelaría en su último libro, Los años, pequeños días (publicado en 1989) lo llevaron a apartarse de la iglesia.  En 1935 concluyó sus estudios secundarios en el Liceo de Costa Rica, pasando luego a la Facultad de Derecho que unos años más tardé se incorporaría a la nueva Universidad de Costa Rica.  En 1936 Dobles comenzó también a trabajar en la sección legal del Patronato Nacional de la Infancia.  Dobles obtuvo el bachillerato en derecho en 1941 pero nunca concluyó la licenciatura que le hubiera permitido acceder al Colegio de Abogados y ejercer plenamente la profesión.  En 1942 publicó su primera novela, Aguas Turbias, y contrajo matrimonio con Cecilia Trejos.
En esta época comienza la filiación de Fabián Dobles con la llamada "generación del 40", compuesta por intelectuales comprometidos como Carlos Luis Fallas, Joaquín Gutiérrez y Adolfo Herrera García, quienes denunciaron las injusticias de su país y participaron activamente en movimientos populares que exigían la reforma agraria en una coyuntura en que la industria cafetera cedía ante la bananera, dominada por empresas transnacionales.  Ese desarrollo de la industria bananera daba lugar a migraciones desde el campo en la Meseta Central hacia las ciudades portuarias, con la consecuente alteración del orden social tradicional del país.
En 1943 Dobles ingresó al Partido Comunista Costarricense, que poco después cambió su nombre a "Vanguardia Popular".  Los comunistas costarricenses se habían aliado al gobierno del presidente Rafael Ángel Calderón Guardia para conseguir la adopción de las llamadas "Garantías Sociales" y la creación de un estado del bienestar.   Esa alianza, que contó también con el apoyo del Arzobispo Víctor Manuel Sanabria Martínez, continuó bajo el gobierno del sucesor de Calderón Guardia, el presidente Teodoro Picado Michalski.  En estos años, Dobles trabajó en la sección de ahorros y subsidios de la nueva Caja Costarricense de Seguro Social y dictó clases en la Escuela de Servicio Social de la Universidad de Costa Rica.
El gobierno de Teodoro Picado fue derrotado por las fuerzas al mando José Figueres Ferrer en la guerra civil de 1948, tras lo cual la junta de gobierno que tomó el poder ilegalizó al partido comunista.  Dobles pasó algunos meses recluido en la Penitenciaría Central de San José debido a su militancia comunista, que además le costó sus empleos públicos.  En los años subsiguientes trabajó como repartidor de leche, fabricante de colchas y cobijas, administrador de un depósito de maderas y socio de una pequeña fábrica de puertas y ventanas.  La prohibición a los comunistas de participar en las elecciones quedó contenida en el artículo 98 de la Constitución de 1949 y se mantuvo hasta la reforma de 1975.
Dobles intentó presentarse a las elecciones de 1958 como el candidato presidencial de un nuevo "Partido Socialista Costarricense", pero su inscripción fue anulada por el gobierno.  Fue profesor de inglés en el Liceo de Costa Rica entre 1959 y 1962, pero fue separado del cargo luego de que visitara la Cuba comunista de Fidel Castro.  
Dobles fue asistente local de la Agencia de Prensa Nóvosti de la Unión Soviética y más tarde corresponsal de la agencia cubana Prensa Latina.  Trabajó como corrector de pruebas y editor en diversas publicaciones y editoriales.  En la Editorial Costa Rica llegó a formar parte del consejo directivo y se desempeñó como jefe de producción. Fue presidente del Instituto Cultural Costarricense-Soviético.
Pasó sus últimos años en su pequeña finca en San Isidro de Heredia junto a su esposa Cecilia Trejos. El matrimonio tuvo cinco hijas: Natalia, Catalina, Aurelia, Paula y Cecilia.

## Obra literaria
Fabián Dobles comenzó su carrera literaria publicando poemas en un periódico estudiantil.  Más tarde su poesía apareció en la famosa revista Repertorio Americano que dirigía Joaquín García Monge.  Pero el ámbito en que Dobles más destacó fue la narración.  Su colección de cuentos Historias de Tata Mundo, aparecida originalmente en 1955, fue traducida a varios idiomas e incluida en una colección universal de la UNESCO.
De las siete novelas publicadas por Dobles, la mayoría aborda la problemática social del campesinado costarricense desde un perspectiva realista.  Una de las más notables en ese sentido es El sitio de las abras, publicada en Guatemala en 1950, en que trata "su tema más recurrente: el despojo de las tierras a los campesinos". Ese que llaman pueblo (1942) fue la primera obra literaria costarricense enfocada en la problemática del proletariado urbano, compuesto fundamentalmente por ex-campesinos que han emigrado a zonas marginales de la ciudad en busca de trabajo.
Una burbuja en el limbo (1946) es una novela de carácter más personal, ya que trata de la situación de un joven con vocación artística que no puede adaptarse al medio rural en que le ha tocado vivir.  En el San Juan hay tiburón aborda la lucha Sandinista contra la dictadura de los Somoza en Nicaragua.  Publicada en 1967, fue galardonada con el Premio Nacional Aquileo J. Echeverría de Literatura.
La última novela de Fabián Dobles, Los años pequeños días, apareció en 1989 cuando el autor tenía ya 71 años y tras más de dos décadas de la publicación de la novela que la precedió.  Es una obra esencialmente autobiográfica, en que el narrador anciano repasa los eventos de su niñez y juventud, girando principalmente en torno a la compleja relación con su padre, un médico rural de profundas convicciones católicas y conservadoras.  La novela fue traducida al inglés y publicada en una colección de la UNESCO en 1996.

## Premios y reconocimientos
- Primer premio en el cuarto Concurso Centroamérica, Guatemala, 1942
- Premio 15 de Septiembre, categoría novela, Guatemala, 1947 por El sitio de las abras
- Premio 15 de Septiembre, categoría poesía, Guatemala, 1948 por Verdad del agua y del viento
- Premio Nacional Aquileo J. Echeverría de Literatura 1967, categoría novela por En el San Juan hay tiburón
- Premio Nacional de Cultura Magón 1968
- La Editorial Costa Rica le rindió un homenaje en 1984
- Premio Áncora 1992, categoría novela, por Los años pequeños días (otorgado por La Nación)
- Elegido como miembro de número (silla O) de la Academia Costarricense de la Lengua, 1994
- Benemérito de las Letras Patrias, declarado así por unanimidad, por la Asamblea Legislativa de Costa Rica, 2023.

## Obras
- Aguas turbias, novela, Editorial Letras Nacionales, San José, 1942
- Ese que llaman pueblo, novela, Talleres Gráficos Trejos Hermanos, San José, 1943
- Tú, voz de sombra, poesía, Editorial Letras Nacionales, San José, 1945
- Una burbuja en el limbo, novela, Editorial L'Atélier, San José, 1946
- La rescoldera, cuento, Editorial L'Atélier, San José, 1947
- Verdad del agua y del viento, poesía, Editorial del Ministerio de Educación Pública, Guatemala, 1949
- El sitio de las abras, novela, Editorial del Ministerio de Educación Pública, Guatemala, 1950
- Antes que nada, cuento, 1952
- Historias de Tata Mundo, 25 cuentos, Talleres Gráficos Trejos Hermanos, San José, 1955
- El jaspe, cuento, Editorial Aurora Social, San José, 1956
- El maijú y otras historias, Talleres Gráficos Trejos Hermanos, San José, 1957
- El targuá, cuentos, 1960
- Los leños vivientes, novela, Editorial Costa Rica, 1962
- Yerbamar, sonetos, con Mario Picado, Tormo, San José, 1965
- La Barrilete, teatro, 1965
- El violín y la chatarra, cuentos, Presbere, San Jos 1966
- En el San Juan hay tiburón, novela, Editorial L'Atélier, San José, 1967
- Cuentos de Fabián Dobles, Editorial Universitaria Centroamericana, San José, 1971
- Cuentos escogidos, Editorial Educativa Costarricense, 1982
- La pesadilla y otros cuentos, Editorial Costa Rica, 1984
- Los años pequeños días, novela, Editorial Costa Rica, 1989
- Obras completas, cinco tomos, Editorial de la Universidad de Costa Rica, 1993
- "¡Alerta Ustedes!", La Nación, 1993